# Krigsåret 1793

## Pågående krig
- Franska revolutionskrigen (1792-1802)[1], andra koalitionskriget (1798-1801)
  - Frankrike med flera på ena sidan
  - Österrike, Storbritannien, Ryssland med flera på andra sidan

- Indiankrigen (1622-1918)
  - Diverse stater i Amerika på ena sidan
  - Diverse indainstammar på andra sidan

- Kriget mot ohioindianerna (1785-1795)
  - USA på ena sidan.
  - Västra konfederationen på andra sidan.

## Födda
- 12 mars – Eduard von Bonin, preussisk general och krigsminister.

## Avlidna
- 9 maj – Auguste Marie Henri Picot de Dampierre, fransk överbefälhavare.

### Fotnoter
1. ↑  ”World Statesmen”. http://www.worldstatesmen.org/WARS.html. Läst 28 juni 2011.